# Kroczów Większy
Kroczów Większy dawniej też Kroczew Większy – wieś w Polsce położona w województwie mazowieckim, w powiecie zwoleńskim, w gminie Kazanów. Ma status sołectwa.
| SIMC    | Nazwa         | Rodzaj    |
| ------- | ------------- | --------- |
| 0625964 | Dwór          | część wsi |
| 0625970 | Góry          | część wsi |
| 0625987 | Grudka        | część wsi |
| 0625993 | Piaski        | część wsi |
| 0626001 | Stara Dębnica | część wsi |
| 0626018 | Teresin       | część wsi |

Prywatna wieś szlachecka, położona była w drugiej połowie XVI wieku w powiecie radomskim województwa sandomierskiego. W latach 1975–1998 miejscowość administracyjnie należała do województwa radomskiego.
Wierni Kościoła rzymskokatolickiego należą do parafii Przemienienia Pańskiego w Kazanowie Iłżeckim.